# 亚欧财政部长会议
亚欧财政部长会议（简称亚欧财长会议；英語：ASEM Customs DG's-Commissioner's Meeting）是亚欧会议框架中的一个重要组成部分。成立之初，每两年举行一次，旨在落实亚欧领导人会议中有关财政和金融问题的决定和精神和通过对话和磋商推动亚欧国家间在经济和金融等领域的合作。在2001年第三次亚欧财长会议决定将财长会议改为每年举行一次，且提到领导人会议之前举行，并在以前的基础上加强各国间探讨本地区的经济发展模式和交流区域间的经济和金融合作经验及进行宏观经济政策对话方面的作用。

## 历届财长会议
- 第一届（1997年9月18-19日）　泰国曼谷
- 第二届（1999年1月15-16日）　德国法兰克福
- 第三届（2001年1月13-14日）　日本神户
- 第四届（2002年7月5-6日）　丹麦哥本哈根
- 第五届（2003年7月5-6日）　印尼巴厘岛
- 第六届（2005年6月26-27日）　中国天津[1]
- 第七屆（2006年4月8日-9日）奥地利维也纳[2]
- 第十二届（2016年6月10日）蒙古首都乌兰巴托[3]
- 第十三届（2018年）保加利亚[3]